# العلاقات الصومالية البوليفية
العلاقات الصومالية البوليفية هي العلاقات الثنائية التي تجمع بين الصومال وبوليفيا.

## مقارنة بين البلدين
هذه مقارنة عامة ومرجعية للدولتين:
| وجه المقارنة                                              | الصومال                        | بوليفيا                                          |
| --------------------------------------------------------- | ------------------------------ | ------------------------------------------------ |
| المساحة (كم2)                                             | 637.66 ألف                     | 1.10 مليون                                       |
| عدد السكان (نسمة)                                         | 14.74 مليون                    | 11.05 مليون                                      |
| الكثافة السكانية (ن./كم²)                                 | 23.12                          | 10.05                                            |
| العاصمة                                                   | مقديشو                         | سوكري، لاباز                                     |
| اللغة الرسمية                                             | اللغة الصومالية، اللغة العربية | اللغة الإسبانية، اللغة الأيمرية، كتشوا، غوارانية |
| العملة                                                    | شلن صومالي                     | بوليفاريو بوليفي                                 |
| الناتج المحلي الإجمالي (بليون دولار)                      | 7.37 مليار                     | 37.51 مليار                                      |
| الناتج المحلي الإجمالي (تعادل القوة الشرائية) بليون دولار |                                | 74.58 مليار                                      |
| الناتج المحلي الإجمالي الاسمي للفرد دولار أمريكي          | 549                            | 3.08 ألف                                         |
| الناتج المحلي الإجمالي للفرد دولار أمريكي                 |                                | 6.63 ألف                                         |
| مؤشر التنمية البشرية                                      |                                | 0.662                                            |
| رمز المكالمات الدولي                                      | +252                           | +591                                             |
| رمز الإنترنت                                              | .so                            | .bo                                              |
| المنطقة الزمنية                                           | ت ع م+03:00                    | 00                                               |

## منظمات دولية مشتركة
يشترك البلدان في عضوية مجموعة من المنظمات الدولية، منها:
| علم المنظمة | اسم المنظمة                   | تاريخ انضمام الصومال | تاريخ انضمام بوليفيا |
| ----------- | ----------------------------- | -------------------- | -------------------- |
|             | الاتحاد البريدي العالمي       | ?                    | ?                    |
|             | مؤسسة التنمية الدولية         | 31 أغسطس 1962        | 21 يونيو 1961        |
|             | منظمة حظر الأسلحة الكيميائية  | ?                    | ?                    |
|             | الأمم المتحدة                 | 20 سبتمبر 1960       | 14 نوفمبر 1945       |
|             | منظمة الشرطة الجنائية الدولية | ?                    | ?                    |
|             | مؤسسة التمويل الدولية         | 31 أغسطس 1962        | 20 يوليو 1956        |
|             | الاتحاد الدولي للاتصالات      | 28 سبتمبر 1962       | 1 يونيو 1907         |
|             | البنك الدولي للإنشاء والتعمير | 31 أغسطس 1962        | 27 ديسمبر 1945       |
|             | يونسكو                        | 15 نوفمبر 1960       | 13 نوفمبر 1946       |

## وصلات خارجية
- موقع وزارة الخارجية الصومالية
- موقع وزارة الخارجية البوليفية